# روبرتو گایون
روبرتو گایون (اسپانیایی: Roberto Gayón‎؛ زادهٔ ۱ ژانویهٔ ۱۹۰۵) یک بازیکن فوتبال اهل مکزیک است.
وی همچنین در تیم ملی فوتبال مکزیک بازی کرده‌است.